# Mirosław Giruć
Mirosław Giruć (* 23. Oktober 1972 in Polen) ist ein ehemaliger polnischer Fußballspieler.

## Karriere
Giruć debütierte mit 17 Jahren für den polnischen Zweitligisten Lechia Gdańsk in der II. Liga. In der Saison 1989/90 war er bereits Stammspieler bei Lechia mit 31 Einsätzen. 1994 wechselte er nach Deutschland zum Bundesliga-Absteiger SG Wattenscheid 09. In der 2. Fußball-Bundesliga kam Giruć in der Saison 1994/95 auf fünf Einsätze. Er debütierte am 1. Spieltag beim 4:2-Sieg der Wattenscheider gegen den VfB Leipzig. In seinem zweiten Jahr gehörte er nicht mehr dem Zweitligakader an und spielte für die Amateurmannschaft. Danach spielte er noch für den SV Atlas Delmenhorst und Rot-Weiss Essen in der Regionalliga sowie für den 1. FC Bocholt in der Oberliga Nordrhein.